# حكومة الجزائر
حكومة الجزائر هي من أهم الأطراف في السلطة التنفيذية الجزائرية. تضبط الحكومة السياسة العامة للدولة، ويقودها الوزير الأول الجزائري حسب الدستور الجزائري، تتكون من حوالي أربعين وزارة ووزير دولة وكاتب دولة ووزارة منتدبة تخضع الحكومة للتعيين من قبل رئيس الجمهورية من بين الأحزاب الأكثر تمثيلا في البرلمان الجزائري كما أن المفارقة في النظام السياسي الجزائري ان الحكومة لايمكن أن يسحب منها البرلمان الثقة بل هي صلاحية حصرية بيد رئيس الجمهورية الجزائرية كما إن منصب الوزير الأول الجزائري يظل منصبا إداريا أكثر منه تنفيذيا وجدير بالذكر أن أخر تعديل حكومي كان في 11 مارس 2019.

## تاريخ
أو حكومة مؤقتة للجمهورية الجزائرية، هي حكومة جزائرية مؤقتة تم الإعلان الرسمي عن تشكيلها في القاهرة بتاريخ 19 سبتمبر 1958، وفي نفس اليوم صدر أول تصريح لرئيس الحكومة المؤقتة السيد فرحات عباس حدّد ظروف نشأتها والأهداف المتوخاة من تأسيسها، وقد جاءت هذه الحكومة تنفيذا لقرارات المجلس الوطني للثورة الجزائرية في اجتماعه المنعقد في القاهرة من 22 إلى 28 أوت\أغسطس 1958، والذي كلف فيه لجنة التنسيق والتنفيذ بالإعلان عن تأسيس حكومة مؤقتة، استكمالا لمؤسسات الثورة وإعادة بناء الدولة الجزائرية الحديثة، ووضعت الحكومة المؤقتة السلطة الفرنسية امام الأمر الواقع، وهي التي كانت تصرح دائما أنها لم تجد مع من تتفاوض، وعرفت الحكومة المؤقتة للجمهورية الجزائرية ثلاث تشكيلات من 1958 إلى 1962.

## المكونات
- الوزير أول.
- الوزير المنتدب لدى وزير الدفاع الوطني  رئيس أركان الجيش الوطني الشعبي.
- وزير الشؤون الخارجية.
- وزير الداخلية والجماعات المحلية وتهيئة الإقليم
- وزير العدل حافظ الأختام.
- وزير المالية.
- وزير الطاقة.
- وزير المجاهدين
- وزير الشؤون الدينية والأوقاف.
- وزير التربية الوطنية.
- وزير التعليم العالي والبحث العلمي.
- وزير التكوين والتعليم المهنيين.
- وزير الثقافة.
- وزيرة البريد والاتصالات السلكية واللاسلكية والتكنولوجيات والرقمنة.
- وزير الشباب والرياضة.
- وزيرة التضامن الوطني والاسرة وقضايا المرأة.
- وزير الصناعة والمناجم.
- وزير الفلاحة والتنمية الريفية والصيد البحري.
- وزير الصيد البحري والموارد الصيدية
- وزير السكن والعمران والمدينة
- وزير التجارة.
- وزير الاتصال.
- وزير الأشغال العمومية والنقل.
- وزير الموارد المائية.
- وزير السياحة والصناعات التقليدية.
- وزير الصحة والسكان واصلاح المستشفيات.
- وزير العمل والتشغيل والضمان الاجتماعي.
- وزير العلاقات مع البرلمان.
- وزيرة البيئة وجودة الحياة

## الوزراء المنتدبين
- وزير المنتدب لدى الوزير الأول المكلف باصلاح الخدمة العمومية.
- وزير منتدب لدى وزير الشؤون الخارجية، مكلف بالشؤون المغاربية والإفريقية.

## المهام
تنتهج الوزارة الأولى، في إطار مختلف المخططات الخماسية، سياسة طموحة لتنمية المنشات القاعدية الاجتماعية والاقتصادية الكبرى. وباعتبارها أداة ضرورية لهيكلة التراب الوطني بصفة دائمة ومحفزا للنشاط الاقتصادي، إلى جانب أثرها المباشر على الحياة اليومية للمواطنين، تخص هذه المشاريع الكبيرة لاسيما القطاعات الأساسية كالسكن والري والطرقات والنقل.

### التنمية الاقتصادية
ترمي سياسة التنمية الاقتصادية للحكومة، إلى ضمان نمو دائم خلاق للثروة ومناصب الشغل، من خلال إستراتيجية مدروسة لتنويع الاقتصاد الوطني، مستهدفة أربعة قطاعات أساسية وهي: الصناعة، الفلاحة، السياحة وتكنولوجيات الإعلام والاتصال، مهيكلة حول تنظيم فعال للنشاط التجاري، ومرتكزة على قطاع بنكي نشط يخضع للعصرنة لمرافقة المستثمرين. ويحتل المجال الطاقوي صلب هذه السياسة، بفضل إستراتيجية طموحة لتطوير الطاقات المتجددة، تهدف إلى تامين احتياجات البلد، مع المحافظة على البيئة.

### هيئات حكومية
أعتمدت الدولة ديناميكة لعصرنة الجهاز الإداري ترتكز على تعزيز اللامركزية والديمقراطية التشاركية، من أجل تقريب الإدارة من المواطن وإشراكه بصفة فعلية في تسيير الشؤون المحلية والوطنية. ويتجسد هذا المسعى من خلال إعادة تنظيم المرافق العمومية لإضفاء فعالية أكبر على طريقة سيرها، فضلا عن الولوج التدريجي لتقنيات الإدارة الالكترونية، اعتمادا على برنامج معتبر للرقمنة شمل الهيئات ذات الاتصال المباشر بالمواطن، على غرار البلديات (الحالة المدنية والتنظيم العام)، ومصالح البريد والتأمينات الاجتماعية.

### النظام التربوي
إن توفر بلد ما على منظومة تعليمية نوعية يعد مؤشرا معبرا عن مستوى التنمية البشرية فيه، لذا أولت السلطات العمومية اهتماما خاصا بهذا القطاع الحساس من خلال تعبئة وسائل تنظيمية ومالية معتبرة لفائدة كل أطوار المنظومة التربوية (الابتدائي – المتوسط – الثانوي - المهني - الجامعي). إذ تخصص موارد هامة للرفع من مستوى تكوين الأساتذة، وتحسين ظروفهم الاجتماعية والمهنية. فضلا عن إنشاء المؤسسات التربوية على اختلاف مستوياتها، وتدعيم الخدمات المرافقة (نقل -إطعام). ويحظى الجانب البيداغوجي بعناية خاصة، إذ أن كتابة مناهج عملية وإعداد كتب مدرسية تفاعلية، تعد المقومات التي ترتكز عليها الإستراتيجية التربوية الوطنية لبناء مدرسة مفتوحة على المعرفة، منمية لقدرات تلميذ اليوم، المواطن الكفء الفاعل في التنمية مستقبلا.

### الصحة والوقاية
تعمل الدولة دوما على تحسين التغطية الصحية الوطنية من خلال إيلاء أهمية كبيرة لتكوين الموارد البشرية الطبية والتسييرية، وكذا إنجاز مؤسسات عصرية مجهزة تتراوح بين مجمعات استشفائية متعددة التخصصات وهياكل جوارية. يحظى أيضا جانب الوقاية بعناية من خلال منظومة كشف ومكافحة الأوبئة والأمراض. إن هذه الجهود ترمي كلها إلى توفير ظروف استقبال وتكفل وعلاج نوعية للمواطن.

### التشغيل
يشكل النمو الاجتماعي والاقتصادي للمواطن أحد الأهداف الإستراتيجية الكبرى لسياسة التنمية الوطنية. وفي هذا الإطار، تعد مكافحة البطالة بمثابة أولوية وطنية، من خلال جملة من الإجراءات التحفيزية لترقية التشغيل. وتصب جهود الدولة في اتجاه تعزيز الاستثمار في القطاعات المستحدثة لمناصب الشغل، فضلا عن تحسين مناخ الأعمال لفائدة المؤسسات الموفرة لفرص العمل لفائدة الشباب، الذين يستفيدون من آليات متعددة للمساعدة على الإدماج المهني. 

### عدالة وحقوق
يحتل إرساء دولة القانون مكانة أساسية في إطار المبادرة الشاملة لإصلاح هيئات ومؤسسات الدولة. إن الجهاز القضائي باعتباره الأداة الرئيسية لهذا المسعى وبالنظر إلى أهمية المهام المنوطة به، يعنى منذ السنوات الخمسة عشر الأخيرة، باهتمام بالغ لتدعيم استقلاليته، من خلال إصدار النصوص القانونية التي تضمن الحريات الفردية والجماعية، وخاصة حقوق المتقاضين، كما يستفيد من أغلفة مالية معتبرة لتكوين القضاة وتوسيع شبكة المحاكم والمجالس القضائية. في نفس السياق، يحظى مجال السجون بالأهمية اللازمة في برامج القطاع، بواسطة إنشاء مؤسسات عقابية تتجاوب مع المقاييس الدولية المعمول بها، سعيا إلى تحسين ظروف تطبيق العقوبات على المحكوم عليهم لتمكينهم من فرص إعادة الإدماج المهني والاجتماعي.

### التضامن
تعتبر العائلة النواة المؤسسة للمواطنة والعنصر الضروري لتجسيد الانسجام الاجتماعي. وفي هذا الشأن، تبذل الدولة جهودا كبيرة في مجال التخطيط والتمويل لحماية الوسط العائلي من الآفات الاجتماعية التي تهدده، من خلال تقديم الدعم الدائم للفئات الضعيفة من المجتمع، لاسيما الأشخاص ذوي الاحتياجات الخاصة، المسنين وذوي الدخل الضعيف والطفولة المسعفة.

### الحياة الثقافية
يرمي العمل الثقافي للدولة أساسا إلى تعزيز وتوطيد الهوية الوطنية، وتتجلى هذه الإرادة لاسيما من خلال برامج هامة للحفاظ على «التراث المادي وغير المادي» وإعادة بعثه، إلى جانب الاعتناء بإنجاز الفضاءات الثقافية: مكتبات، دور الثقافة، المتاحف وقاعات العرض، بوصفها مشاتل خصبة لترقية الإبداع الفني. ويرقى الطموح إلى بلوغ الإشعاع الثقافي الجزائري عبر العالم.

## الأمين العام
وطبقا للمادة 92 الفقرة السادسة من الدستور الجزائري يعين رئيس الجمهورية أيضا وزيرا أمينا عاما للحكومة الجزائرية.

## الناطق الرسمي الحكومة
- وزير الاتصال، الناطق الرسمي لحكومة الجزائر.

## أرقام
يعتبر أطول فترة رئيس حكومة فترة الوزير الأول محمد عبد الغني التي دامت قرابة 4 سنوات و 10 أشهر (1979 – 1984 م)، يليه أحمد أويحي الذي دام فترة رئاسته 4 سنوات وشهرين متتالية (2008 – 2012 م) وهو أيضا أكثر الأشخاص تعاقبا على الحكومات بأربعة فترات (1995 – 1998 م، 2003 – 2006 م، 2008 – 2012 م و2017 – 2019 م)، وأقصر فترة هي حكومة عبد المجيد تبون
من 25 ماي 2017 إلى 15 أوت 2017.

## وصلات خارجية
- الموقع الرسمي لوزارة الأولى الجزائرية